# مزرعه یک
مزرعه یک،مرکز دهستان آهودشت و روستایی در عبدالخان شهرستان کرخه در استان خوزستان ایران است.

## جمعیت
این روستا در دهستان آهودشت قرار دارد و براساس سرشماری مرکز آمار ایران در سال ۱۳۹۵، جمعیت آن ۷۲۵ نفر (۱۸۱ خانوار) بوده‌است.